# Colobothea rouchei
Colobothea rouchei es una especie de escarabajo longicornio del género Colobothea, categorizada en la tribu Colobotheini, de la subfamilia Lamiinae. Fue descrita por Audureau en 2022.

## Descripción
Mide 19 mm de longitud.

## Distribución
Se distribuye por Venezuela.